# Трудовое (Луганская область)
Трудовое (укр. Трудове) — село, относится к Новоайдарскому району Луганской области Украины.
Население по переписи 2001 года составляло 54 человека. Почтовый индекс — 93510. Телефонный код — 6445. Занимает площадь 0,882 км². Код КОАТУУ — 4423188506.

## История
Бывшее лютеранское село Арбайтергейм, основано в 1890 г.
В 1946 г. Указом ПВС УССР колония Арбайтергейм переименована в хутор Трудовой.

## Местный совет
93510, Луганська обл., Новоайдарський р-н, с. Штормове, вул. Совєтська, 1 (укр.)